# Варабьев, Липат
Липат Варабьев (рум. Lipat Varabiev; 8 апреля 1951, Кришан) — румынский гребец-каноист, выступал за сборную Румынии на всём протяжении 1970-х годов. Участник летних Олимпийских игр в Москве, чемпион мира, победитель многих регат национального и международного значения.

## Биография
Липат Варабьев родился 8 апреля 1951 года в деревне Кришан уезда Тулча. 
Первого серьёзного успеха на взрослом международном уровне добился в 1971 году, когда попал в основной состав румынской национальной сборной и побывал на чемпионате мира в югославском Белграде, откуда привёз награду бронзового достоинства, выигранную в зачёте одиночных каноэ на дистанции 10000 метров. Два года спустя выступил на мировом первенстве в финском Тампере, где в той же дисциплине стал серебряным призёром. Ещё через четыре года на аналогичных соревнованиях в болгарской Софии получил золото в одиночках на пятистах метрах и серебро в двойках на десяти тысячах метрах.
Благодаря череде удачных выступлений Варабьев удостоился права защищать честь страны на летних Олимпийских играх 1980 года в Москве — в одиночках на дистанции 500 метров финишировал в финале седьмым, тогда как на дистанции 1000 метров показал в решающем заезде пятый результат, немного не дотянув до призовых позиций. Вскоре по окончании московской Олимпиады принял решение завершить спортивную карьеру, уступив место в сборной молодым румынским гребцам.